# Erythrina
- Commons
- Wikispecies

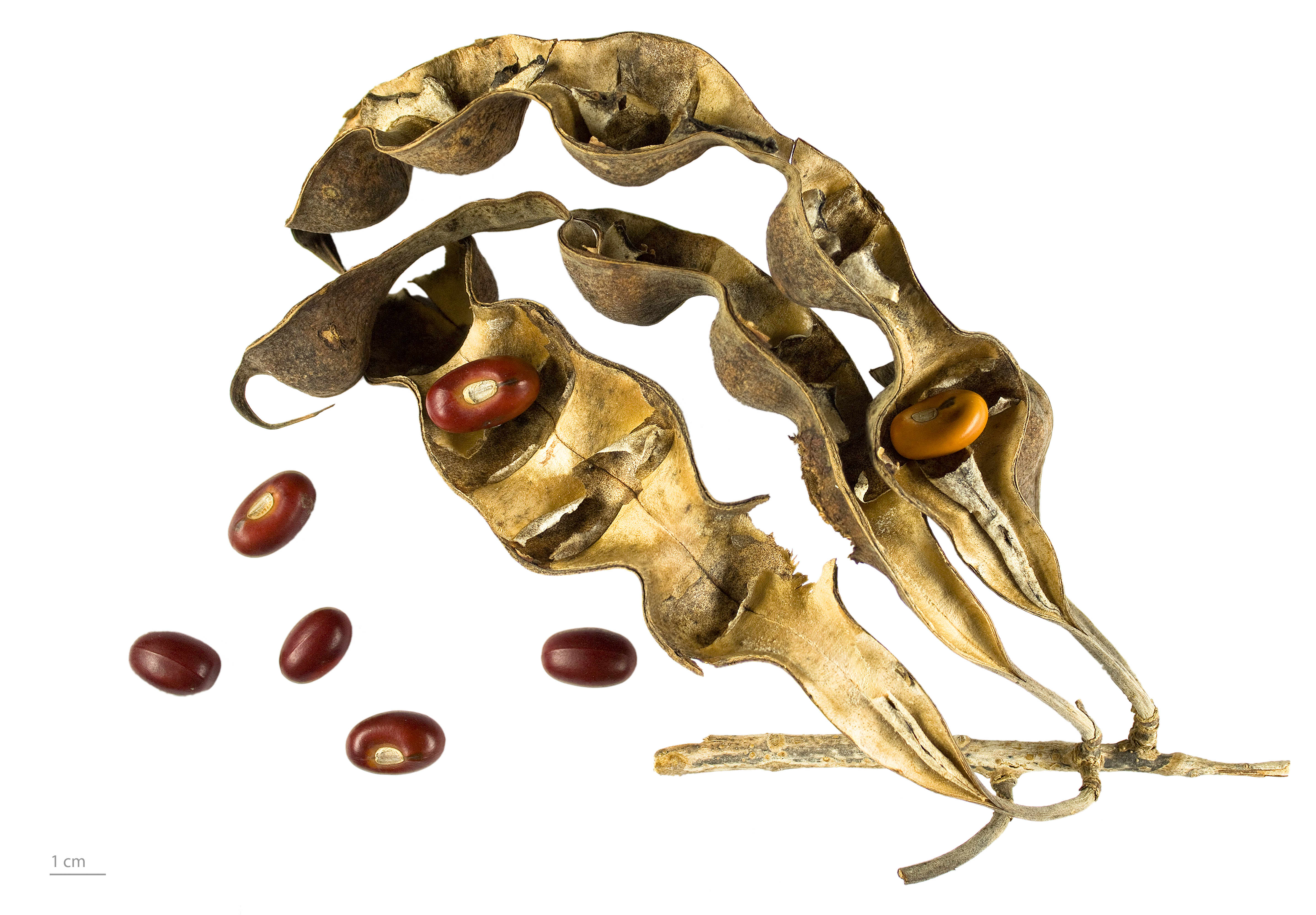
Erythrina flabelliformis - MHNT

Erythrina é um género de árvores da família Fabaceae (Faboideae), conhecidas como eritrinas.

## Algumas espécies
- Erythrina abyssinica Lam. ex DC. (África Oriental)
- Erythrina acanthocarpa
- Erythrina americana Mill. – Colorín,[3] Tzompāmitl[4] (México)
- Erythrina ankaranensis Du Puy & Labat (Madagascar)
- Erythrina atitlanensis Krukoff & Barneby
- Erythrina berteroana Urb.
- Erythrina burana Chiov. (Etiópia)
- Erythrina caffra Thunb. – Coastal coral tree (Sudeste da Áferica)
- Erythrina corallodendron L. (Hispaniola, Jamaica)
- Erythrina coralloides D.C. – Flame coral tree, naked coral tree (Arizona nos Estados Unidos, México)
- Erythrina crista-galli L. – Cockspur coral tree, ceibo, seíbo, bucaré (Argentina, Uruguai, Brasil, Paraguai)
- Erythrina decora Harms
- Erythrina edulis Micheli – Basul (Andes)
- Erythrina eggersii Krukoff & Moldenke – Cock's-spur, espuela de gallo, piñón espinoso (Ilhas Virgens Americanas, Puerto Rico)
- Erythrina elenae Howard & Briggs (Cuba)
- Erythrina euodiphylla Hassk. ex Backh. (Indonésia)
- Erythrina falcata Benth. – Brazilian coral tree (Brazil)
- Erythrina flabelliformis Kearney
- Erythrina fusca Lour. – Purple coral tree, bois immortelle, bucaré anauco, bucayo, gallito (Pantropical)
- Erythrina haerdii Verdc. (Tanzania)
- Erythrina hazomboay Du Puy & Labat (Madagascar)
- Erythrina herbacea L. – Coral bean, Cherokee bean, red cardinal, cardinal spear (Sudoeste Estados Unidos, Noroeste México)
- Erythrina humeana Spreng. – Natal coral tree, dwarf coral tree, dwarf kaffirboom, dwarf erythrina (África do Sul)
- Erythrina lanceolata Standl.
- Erythrina latissima E.Mey.
- Erythrina lysistemon Hutch. – Common coral tree, Transvaal kaffirboom, lucky bean tree (África do Sul)
- Erythrina madagascariensis Du Puy & Labat (Madagascar)
- Erythrina megistophylla (Equador)
- Erythrina mexicana (México)
- Erythrina mulungu Diels Mart. – Mulungu (Brasil)
- Erythrina orophila Ghesq.
- Erythrina perrieri R.Viguier (Madagascar)
- Erythrina poeppigiana (Walp.) O.F.Cook – bucare ceibo
- Erythrina polychaeta Harms (Equador)
- Erythrina rubrinervia Kunth
- Erythrina sacleuxii Hua (Quénia, Tanzania)
- Erythrina sandwicensis O.Deg. – Wiliwili (Havai)
- Erythrina schimpffii Diels (Equador)
- Erythrina schliebenii Harms

- Erythrina senegalensis DC.

- Erythrina speciosa Andrews (Brasil)
- Erythrina stricta Roxb. – Mandara (Sudoeste da Ásia)
- Erythrina suberosa Roxb.
- Erythrina subumbrans Miq.
- Erythrina tahitensis Nadeaud (Tahiti)
- Erythrina tholloniana
- Erythrina tuxtlana Krukoff & Barneby (Mexico)
- Erythrina variegata L. – Árvore Índian de coral, barra de tigres, árvore do sol, roluos tree (Camboja), deigo (Okinawa), drala (Fiji), madar (Bangladesh), man da ra ba (Tibet), thong lang (Thailândia), vông nem (Vietname)
- Erythrina velutina Willd. (Caribbean, South America, Galápagos Islands)
- Erythrina vespertilio Benth. – Bat's wing coral tree, grey corkwood, "bean tree" (Austrália)
- Erythrina zeyheri Harv. – Ploughbreaker

Horticultural híbridas:
- Erythrina ×bidwillii Lindl.
- Erythrina ×sykesii Barneby & Krukoff

### Anteriormente colocadas no género
- Butea monosperma (Lam.) Taub. (como E. monosperma Lam.)
- Piscidia piscipula (L.) Sarg (como E. piscipula L.)[5]

## Classificação do gênero
| Sistema | Classificação                      | Referência               |
| ------- | ---------------------------------- | ------------------------ |
| Linné   | Classe Diadelphia, ordem Decandria | Species plantarum (1753) |